# Siahor
Siahor (der Verstand des Horus) war ein altägyptischer Königssohn der 6. Dynastie oder der Ersten Zwischenzeit.
Siahor ist nur von zwei 56 cm hohen Obelisken bekannt, die sich in Sakkara nahe der Teti-Pyramide fanden. Auf ihnen sind seine hohen Titel Erbfürst (Jrj-pˁt = Iri-pat = Mitglied der Elite / Jrj-pˁt-ḥ3tj-ˁ = Iri-pat-hati-a = Erbfürst) und der Titel leiblicher Königssohn (S3-njswt-n-ẖt.f = Sa-nisut-en-chetef) angegeben. Die Datierung seiner Person ist unsicher. Auf Grund des Fundortes bei einer Pyramide der 6. Dynastie scheint eine Datierung in diese Periode oder kurz danach am wahrscheinlichsten. Sein Vater ist unbekannt und ein nichtköniglicher Vater ist durchaus möglich, da der Titel Königssohn einst auch als Ehrentitel vergeben wurde und nicht automatisch auf einen tatsächlichen Königssohn schließen lässt.
Die beiden Obelisken befinden sich heute im Ägyptischen Museum in Kairo (JdE Nummer 53675, 53676).